# 365: Повторити рік
365: Повторити рік (кор. 365: 운명을 거스르는 1년) — південнокорейський телесеріал 2020 року, який транслювався щопонеділка й щочетверга з 23 березня по 28 квітня на телеканалі MBC TV. Створений за мотивами роману «Повторити» 2004 року японського письменника Курумі Інуї. У головних ролях Лі Чун Хьок, Нам Джі Хьон, Кім Джи Су.

## Сюжет
Десятьом людям дається можливість подорожувати в часі — повернутися на рік тому. Однак після повернення їхнє майбутнє стає невизначеним, оскільки вони повинні боротися за виживання. Головні герої — авторка вебтуну «Прихований вбивця» з складним минулим Сін Га Хьон (Нам Джі Хьон) та детектив Чжі Хьон Чжу (Лі Чун Хьок), який хоче «перезавантажити» своє нікчемне життя, намагаються знайти відповідь на питання.

## Акторський склад

### Головні ролі
- Лі Чун Хьок — у ролі детектива Чжі Хьон Чжу.[5] «Перезавантажується» після того, як його партнер по роботі, Пак Сон Хо, був убитий злочинцем.
- Нам Джі Хьон — у ролі авторки вебтуну Сін Га Хьон. «Перезавантажує» власне життя після того, як опинилася в інвалідному візку після нещасного випадку.
- Кім Джи Су — у ролі психіатра Лі Сін, яка щонайменше шість разів «перезавантажувалася» з метою врятувати доньку від тяжкого захворювання.

### Другорядні ролі
- Ян Дон Гин — у ролі Пе Джон Те.[6] Колишній засуджений. «Перезавантажується», щоб назбирати грошей на лікування сестри.
- Лі Сі А — у ролі Со Йон Су. Учасниця «перезавантаження». Вирішує подорожувати в часі, оскільки відчуває провину через те, що стала причиною аварії, у зв'язку з якою Сін Га Хьон залишилася в інвалідному візку.
- Юн Джу Сан — у ролі Хван Но Соба. Власник кафе, який, як пізніше з'ясовується, є професором у лікарні та автором проєкту «перезавантаження». Подорожує в часі з іншими дев'ятьма учасниками з метою проведення експерименту — з'ясувати, хто залишиться в живих.
- Ім Ха Рьон — у ролі Чхве Кьон Мана. Охоронець. «Перезавантажується», аби виграти грошей у лотереї для дружини.
- Чон Мін Сон — у ролі Ча Чон Сока. Біржовий брокер. Подорожує в часі, щоб виправити помилки, які призвели до банкрутства.
- Ан Син Гюн — у ролі Ко Дже Йона. Геймер і син міністра освіти. «Перезавантажується», щоб власне минуле не зруйнувало кар'єру батька.
- Лі Ю Мі — у ролі Кім Се Рін. Студентка, яка страждає від синдрому Мюнхгаузена. «Перезавантажується», аби помиритися з своїм хлопцем.

## Рейтинги
- Найнижчі рейтинги позначені синім кольором, а найвищі — червоним кольором.
- NR означає, що серіал не увійшов до 20 найкращих щоденних програм на цю дату.
- НД означає, що рейтинг невідомий.

| Серія            | Прем'єра         | Рейтинг (Nielsen Korea) | Рейтинг (Nielsen Korea) |
| Серія            | Прем'єра         | По всій країні          | Сеул                    |
| ---------------- | ---------------- | ----------------------- | ----------------------- |
| 1                | 23 березня 2020  | 4.0 % (NR)              | 4.2% (NR)               |
| 2                | 23 березня 2020  | 4.9 % (NR)              | 5.3 % (NR)              |
| 3                | 24 березня 2020  | 4.4 % (NR)              | Н/Д                     |
| 4                | 24 березня 2020  | 5.0 % (NR)              | 5.2 % (20th)            |
| 5                | 30 березня 2020  | 4.1 % (NR)              | Н/Д                     |
| 6                | 30 березня 2020  | 4.5 % (NR)              | Н/Д                     |
| 7                | 31 березня 2020  | 4.2 % (NR)              | Н/Д                     |
| 8                | 31 березня 2020  | 5.1% (20th)             | 5.7% (17th)             |
| 9                | 6 квітня 2020    | 4.0 % (NR)              | Н/Д                     |
| 10               | 6 квітня 2020    | 4.5 % (NR)              | Н/Д                     |
| 11               | 7 квітня 2020    | 4.2 % (NR)              | Н/Д                     |
| 12               | 7 квітня 2020    | 4.7 % (NR)              | Н/Д                     |
| 13               | 13 квітня 2020   | 3.7 % (NR)              | Н/Д                     |
| 14               | 13 квітня 2020   | 4.1 % (NR)              | Н/Д                     |
| 15               | 14 квітня 2020   | 3.6 % (NR)              | Н/Д                     |
| 16               | 14 квітня 2020   | 4.2 % (NR)              | Н/Д                     |
| 17               | 20 квітня 2020   | 3.5% (NR)               | Н/Д                     |
| 18               | 20 квітня 2020   | 4.5 % (NR)              | Н/Д                     |
| 19               | 21 квітня 2020   | 3.9 % (NR)              | Н/Д                     |
| 20               | 21 квітня 2020   | 4.7 % (NR)              | Н/Д                     |
| 21               | 27 квітня 2020   | 4.4 % (NR)              | Н/Д                     |
| 22               | 27 квітня 2020   | 4.9 % (NR)              | Н/Д                     |
| 23               | 28 квітня 2020   | 4.3 % (NR)              | Н/Д                     |
| 24               | 28 квітня 2020   | 4.5 % (NR)              | Н/Д                     |
| Середній рейтинг | Середній рейтинг | 4.3%                    | —                       |